# Prietenii tăi
Prietenii tăi (titlu original: Friends) este un sitcom american creat de David Crane și Marta Kauffman, care a fost difuzat pe postul american NBC din 22 septembrie 1994 până pe 6 mai 2004. Serialul se concentreazǎ asupra vieților unui grup de prieteni din cartierul Manhattan, New York. Serialul a fost produs de compania Bright/Kauffman/Crane Productions, în asociere cu Warner Bros. Television. Producǎtorii executivi inițiali au fost Crane, Kauffman și Kevin S. Bright, mulți alții fiind promovați în sezoanele următoare.
Kauffman și Crane au început să lucreze la serial în perioada noiembrie-decembrie 1993, acesta fiind inițial denumit Cafeneaua Insomnia (titlu original: Insomnia Cafe). Cei doi, împreună cu Bright, au trimis un manuscris de 7 pagini al serialului către NBC. După câteva ajustări și revizuiri, inclusiv o a doua modificare a titlului în Prieteni ca noi (titlu original Friends Like Us), serialul a fost în final denumit Prietenii tăi și a debutat pe NBC în mult râvnitul interval orar de joi de la 20:30. Filmările pentru serial au avut loc în studiourile Warner Bros. din Burbank, California în fața unui studio cu public live. Episodul final al serialului (al 18-lea din sezonul 10 și al 236-lea în total) a fost difuzat pe 6 mai 2004 și a fost urmărit de 52,5 milioane de spectatori americani, devenind astfel al 4-lea cel mai urmărit episod final din istoria televiziunii.
Prietenii tăi a primit recenzii pozitive de-a lungul difuzării sale, devenind unul din cele mai de succes sitcomuri din toate timpurile. Serialul a câștigat multe din cele 63 de nominalizări la premiile Primetime Emmy Awards. Serialul a avut succes de asemenea succes în ratinguri, clasându-se în anual în primele 10 cele mai vizionate televizări americane. Serialul a avut un mare impact cultural, care continuă și în ziua de astăzi, fiind redifuzat în întreaga lume.
În termeni monetari, Prietenii tăi este cel mai de succes sitcom din toate timpurile. Spre sfârșitul filmărilor, actorii erau plătiți cu $1.000.000 pe episod.

## Personaje

### Personaje principale
| Personaj       | Nume întreg                  | Actor                  | Observații                                                                        |
| -------------- | ---------------------------- | ---------------------- | --------------------------------------------------------------------------------- |
| Rachel Green   | Rachel Karen Green           | Jennifer Aniston       |                                                                                   |
| Monica Geller  | Monica E. Geller-Bing        | Courteney Cox Arquette |                                                                                   |
| Phoebe Buffay  | Phoebe Buffay-Hannigan       | Lisa Kudrow            |                                                                                   |
| Chandler Bing  | Chandler Muriel Bing         | Matthew Perry          |                                                                                   |
| Joey Tribbiani | Joseph Francis Tribbiani Jr. | Matt LeBlanc           | personaj prezent și într-un alt sitcom, Joey, un spin-off al serialului original. |
| Ross Geller    | Ross Eustace Geller          | David Schwimmer        |                                                                                   |

### Personaje secundare
| Personaj          | Relație cu personajele principale           | Actor               | Observații                           |
| ----------------- | ------------------------------------------- | ------------------- | ------------------------------------ |
| Gunther           | Managerul de la Central Perk                | James Michael Tyler |                                      |
| Jack Geller       | tatăl lui Ross și al Monicăi                | Elliott Gould       |                                      |
| Judy Geller       | mama lui Ross și a Monicăi                  | Christina Pickles   |                                      |
| Janice Litman     | prietena lui Chandler în mai multe rânduri  | Maggie Wheeler      |                                      |
| Mike Hannigan     | prietenul și, mai târziu, soțul lui Phoebe  | Paul Rudd           |                                      |
| Carol Willick     | prima soție a lui Ross                      | Jane Sibbett        |                                      |
| Emily Waltham     | a doua soție a lui Ross                     | Helen Baxendale     |                                      |
| Ursula Buffay     | sora geamănă a lui Phoebe                   | Lisa Kudrow         | personaj prezent și în Mad About You |
| Susan Bunch       | partenera lui Carol, prima soție a lui Ross | Jessica Hecht       |                                      |
| Estelle Leonard   | impresarul lui Joey                         | June Gable          |                                      |
| Frank Buffay Jr.  | fratele lui Phoebe                          | Giovanni Ribisi     |                                      |
| Dr. Richard Burke | prietenul Monicăi                           | Tom Selleck         |                                      |
| Ben Geller        | fiul lui Ross                               | Cole Sprouse        |                                      |

Listă de personaje secundare ale serialului Friends

## Premii importante
Emmy
- 2003 - Cea mai bună actriță invitată într-un serial de comedie - Christina Applegate
- 2002 - Cel mai bun serial de comedie
- 2002 - Cea mai bună actriță în rol principal într-un serial de comedie - Jennifer Aniston
- 2000 - Cel mai bun actor invitat într-un serial de comedie - Bruce Willis
- 1998 - Cea mai bună actriță în rol secundar într-un serial de comedie - Lisa Kudrow
- 1996 - Cel mai bun regizor într-un serial de comedie - Michael Lembeck (pentru episodul "The One After the Superbowl")

Globul de aur
- 2003 - Cea mai bună actriță într-un serial TV, comedie sau muzical - Jennifer Aniston

Prietenii tăi a avut 64 de nominalizări Primetime Emmy Awards, dintre care a câstigat 6. Jennifer Aniston și Lisa Kudrow sunt singurii actori ai echipei care au câștigat câte un premiu Emmy, în timp ce Courteney Cox Arquette nu a fost niciodată nominalizată. Sitcomul a câștigat în anul 2002 premiul Emmy pentru cel mai bun serial de comedie, cu nominalizări in anii 1995, 1996, 1999, 2000 și 2003. De asemenea a câștigat cate un premiu American Comedy Award, GLAAD Media Award, Golden Globe Award, Satellite Award, Screen Actors Guild Award, 3 premii Logie Awards, 6 premii People's Choise Awards.

## Prezentarea sezoanelor
În primul sezon sunt prezentate cele șase personaje principale: Rachel, Monica, Phoebe, Joey, Chandler, și Ross. După ce și-a părăsit logodnicul la altar, Rachel ajunge la New York unde devine colega de cameră a Monicai. Ross încearcă de mai multe ori să-i mărturisească lui Rachel că o iubește, fără succes însă. În acest timp, fosta lui soție, care se dovedise a fi lesbiană, era însărcinată cu copilul lui. Joey este un actor care încă așteaptă să dea marea lovitură, iar Phoebe este maseuză. Chandler se desparte de iubita sa, Janice (Maggie Wheeler) care va apărea și pe parcursul sezoanelor următoare. La sfârșitul sezonului, Chandler îi spune din greșeala lui Rachel că Ross o iubește și ea își dă seama că și ea are aceleași sentimente pentru el.
La începutul sezonului doi, Rachel află de noua iubită a lui Ross, Julie (Lauren Tom), și atunci planul său de a-i spune că-l iubește eșueaza. Joey obține un rol în telenovela 'Days of our Lives', dar personajul său este ucis în scurt timp. Monica și-a făcut un nou iubit, Richard (Tom Selleck) care tocmai divorțase și era cu 21 de ani mai în vârstă decât Monica. Spre sfârșitul sezonului, cei doi se despart deoarece, spre deosebire de Monica, Richard nu își mai dorea copii.
În sezonul trei, Rachel se angajează la Bloomingdale's, o firmă de haine și Ross devine gelos pe colegul ei, Mark. Rachel și Ross hotărăsc să i-a o pauză, totuși Ross se culcă cu altcineva și atunci Rachel se desparte de el. Phoebe, care crezuse că singura ei rudă este Ursula (Lisa Kudrow), sora sa geamănă, îl cunoaște pe fratele său vitreg (Giovani Ribisi) și pe mama sa biologică (Teri Garr). Monica începe o nouă relație cu milionarul Pete Becker (Jon Favreau), iar Joey cu noua sa colegă de platou, Kate (Dina Meyer).
La începutul sezonului patru, Ross și Rachel se împacă, însă curând se despart din nou. Phoebe devine mamă-surogat pentru fratele său vitreg și soția acestuia (Debra Jo Rupp). Monica și Rachel sunt nevoite să facă schimb de apartamente cu Joey și Chandler, în urma pierderii unui pariu, însă reușesc să-și recapete apartamentul, mituindu-i cu bilete la Knicks și cu un sărut de un minut între ele două. Noua iubită a lui Ross, Emily (Helen Baxendale) este o englezoaică. La sfârșitul sezonului are loc nunta celor doi la Londra, iar Rachel dându-și seamă că încă îl iubește, se hotărăște să îi spună înainte de nuntă. Spre uimirea invitaților și familiilor, în timpul schimbului de jurăminte, Ross spune din greșeală numele lui Rachel în loc de al lui Emily. Chandler se culcă cu Monica.
În sezonul cinci, Chandler și Monica încearcă să-și țină secretă relația. Phoebe naște tripleți: un băiețel, Frank Jr. Jr. și două fetițe, Leslie și Chandler. Au hotărât să o boteze Chandler, pentru că la început crezuseră că era băiețel și aleseseră numele lui Chandler. Mariajul lui Ross cu Emily este anulat, deși Emily voia să îl ierte pe Ross și să îi ofere o a doua șansă dar când l-a văzut cu Rachel din nou și a crezut că s-au împăcat Emily s-a întors de unde a plecat adică în Anglia însă Ross voia să se întoarcă după ea să își ceară scuze iar Rachel rămăsese singură în avionul spre Grecia unde trebuia să meargă cu Ross, iar Phoebe începe o nouă relație cu polițistul Gary (Michael Rapaport). În cele din urmă, Monica și Chandler își recunosc relația, spre uimirea prietenilor lor. Aflați într-o călătorie la Las Vegas, hotărăsc să se căsătorească, dar se răzgândesc când îi văd pe Ross și Rachel cum ies beți din capelă.
În sezonul șase, Ross și Rachel se căsătoresc din greșeală în urma unei beții spunând că au greșit enorm prin faptul că s-au îmbătat. Rachel îi cere lui Ross să pronunțe divorțul dar acesta nu reușește să ceară divorțul încercând să țină căsătoria în secret, așa că Rachel numai are încredere în Ross și vrea să ceară chiar ea divorțul. În tot acest timp Chandler și Monica decid să se mute împreună în apartamentul lui Rachel, dar Rachel nu pare bine dispusă așă că încearcă să se mute unde apucă inițial voia să se mute cu Phoebe dar din păcate ea avea deja o colegă de cameră, apoi Joey și Ross vor să o convingă pe Rachel să se mute cu ei însă refuză, pânâ la urmă ajunge tot la Phoebe la care află Rachel că colega ei de apartament era plecată, și atunci Rachel profitând de faptul că a rămas Phoebe fără colega ei de apartament, Rachel o întreabă pe Phoebe dacă poate să se mute cu ea și atunci Phoebe este de acord și așadar locuiesc împreună, iar Joey are o nouă colegă de apartament Janine (Elle MacPherson), după ce Chandler s-a mutat cu Monica, Joey dă o probă pentru serialul Mac și C.H.E.E.S.E. transmis prin cablu, având ca staruri un robot. Iar Ross obține o slujbă lecturând la Universitatea din New York și având o întâlnire cu una din studentele sale, Elizabeth (Alexandra Holden), dar relația se sfârșește între ei datorită unor diferențe de maturitate.